# Ftp (singolo)
Ftp è un singolo del rapper statunitense YG, pubblicato il 4 giugno 2020 su etichetta Def Jam.

## Tracce
1. Ftp – 2:42